# One Woman Man
Albums de George Jones
Super Hits
(1987) You Oughta Be Here with Me
(1990)
One Woman Man est un album de l'artiste américain de musique country George Jones. Cet album est sorti le 28 février 1989 sur le label Epic Records. C'est l'avant-dernier album de Jones avec le producteur Billy Sherrill.

## Liste des pistes
| No  | Titre                                    | Durée |
| --- | ---------------------------------------- | ----- |
| 1.  | (I'm a) One Woman Man                    | 2:17  |
| 2.  | My Baby's Gone                           | 3:24  |
| 3.  | Don't You Ever Get Tired (Of Hurting Me) | 2:46  |
| 4.  | Burning Bridges                          | 2:40  |
| 5.  | The King Is Gone (So Are You)            | 3:22  |
| 6.  | Radio Lover                              | 3:27  |
| 7.  | A Place in the Country                   | 4:02  |
| 8.  | Just Out of Reach                        | 2:59  |
| 9.  | Writing on the Wall                      | 2:55  |
| 10. | Pretty Little Lady from Beaumont Texas   | 2:36  |

## Positions dans les charts
| Chart (1989)                      | Positions |
| --------------------------------- | --------- |
| U.S. Billboard Top Country Albums | 13        |
| Canadian RPM Country Albums       | 21        |